# Campionati mondiali di nuoto in vasca corta 2022 - 50 metri rana femminili
La gara dei 50 metri rana femminili dei campionati mondiali di nuoto in vasca corta 2022 si è svolta il 17 e 18 dicembre 2022. Al mattino del 17 dicembre si sono svolte le batterie e nella serata le semifinali, mentre la finale si è disputata nella serata del 18 dicembre.

## Podio
| Pos.    | Atleta           | Nazione     |
| ------- | ---------------- | ----------- |
| Oro     | Rūta Meilutytė   | Lituania    |
| Argento | Lara van Niekerk | Sudafrica   |
| Bronzo  | Lilly King       | Stati Uniti |

## Record
Prima della manifestazione il record del mondo (RM) e il record dei campionati (RC) erano i seguenti.
|  | 28"56 | Alia Atkinson  | 6 ottobre 2018 Budapest |
|  | 28"81 | Rūta Meilutytė | 3 dicembre 2014 Doha    |

Durante la competizione è stato migliorato il seguente record:
|  | 28"37 | Rūta Meilutytė |

## Risultati

### Batterie
| Pos. | Batteria | Corsia | Atleta                | Nazionalità                   | Tempo        | Note |
| ---- | -------- | ------ | --------------------- | ----------------------------- | ------------ | ---- |
| 1    | 7        | 4      | Rūta Meilutytė        | Lituania                      | 29"10        | Q    |
| 2    | 5        | 4      | Tang Qianting         | Cina                          | 29"38        | Q    |
| 3    | 6        | 3      | Lara van Niekerk      | Sudafrica                     | 29"45        | Q    |
| 4    | 7        | 5      | Imogen Clark          | Gran Bretagna                 | 29"51        | Q    |
| 5    | 6        | 4      | Lilly King            | Stati Uniti                   | 29"53        | Q    |
| 6    | 6        | 7      | Anna Elendt           | Germania                      | 29"59        | Q    |
| 7    | 6        | 5      | Benedetta Pilato      | Italia                        | 29"63        | Q    |
| 8    | 6        | 6      | Veera Kivirinta       | Finlandia                     | 29"72        | Q    |
| 9    | 7        | 6      | Florine Gaspard       | Belgio                        | 29"79        | Q    |
| 10   | 7        | 3      | Reona Aoki            | Giappone                      | 29"81        | Q    |
| 11   | 7        | 2      | Chelsea Hodges        | Australia                     | 29"84        | Q    |
| 12   | 5        | 3      | Ida Hulkko            | Finlandia                     | 29"89        | Q    |
| 13   | 6        | 2      | Klara Thormalm        | Svezia                        | 30"06        | Q    |
| 14   | 5        | 6      | Andrea Podmaníková    | Slovacchia                    | 30"14        | Q    |
| 15   | 6        | 1      | Fleur Vermeiren       | Belgio                        | 30"22        | Q    |
| 16   | 5        | 2      | Macarena Ceballos     | Argentina                     | 30"33        | Q    |
| 17   | 7        | 7      | Charlotte Bonnet      | Francia                       | 30"35        |      |
| 18   | 5        | 1      | Silje Slyngstadli     | Norvegia                      | 30"36        |      |
| 19   | 4        | 2      | Tara Vovk             | Slovenia                      | 30"39        |      |
| 20   | 4        | 5      | Rachel Nicol          | Canada                        | 30"43        |      |
| 21   | 7        | 8      | Jenjira Srisaard      | Thailandia                    | 30"48        |      |
| 22   | 4        | 4      | Letitia Sim           | Singapore                     | 30"59        |      |
| 23   | 4        | 3      | Annie Lazor           | Stati Uniti                   | 30"69        |      |
| 24   | 5        | 8      | Lisa Mamié            | Svizzera                      | 30"84        |      |
| 25   | 6        | 8      | Adelaida Pchelintseva | Kazakistan                    | 30"87        |      |
| 26   | 4        | 8      | Thanya Dela Cruz      | Filippine                     | 31"19        |      |
| 27   | 3        | 4      | Mary Connolly         | Isole Cook                    | 31"68        |      |
| 28   | 4        | 1      | Lam Hoi Kiu           | Hong Kong                     | 31"71        |      |
| 29   | 3        | 5      | Kirabo Namutebi       | Uganda                        | 32"47        |      |
| 30   | 3        | 3      | Victoria Russell      | Bahamas                       | 32"54        |      |
| 31   | 2        | 1      | Chahat Arora          | India                         | 32"91        |      |
| 32   | 3        | 6      | Marina Abu Shamaleh   | Palestina                     | 33"49        |      |
| 33   | 3        | 1      | Emilie Grand'Pierre   | Haiti                         | 33"71        |      |
| 34   | 3        | 2      | Kelera Mudunasoko     | Figi                          | 34"05        |      |
| 35   | 3        | 7      | Lara Dashti           | Kuwait                        | 34"21        |      |
| 36   | 2        | 4      | Maria Batallones      | Isole Marianne Settentrionali | 34"58        |      |
| 37   | 3        | 8      | Taeyanna Adams        | Micronesia                    | 36"64        |      |
| 38   | 2        | 3      | Ria Save              | Tanzania                      | 38"22        |      |
| 39   | 2        | 5      | Jessica Makwenda      | Malawi                        | 38"99        |      |
| 40   | 2        | 6      | Mariama Touré         | Guinea                        | 40"92        |      |
| 41   | 1        | 3      | Ungilreng Ruluked     | Palau                         | 41"65        |      |
| 42   | 2        | 2      | Abbi Illis            | Sint Maarten                  | 42"87        |      |
| 43   | 1        | 4      | Mary Yongai           | Sierra Leone                  | 46"98        |      |
| 44   | 2        | 7      | Salima Ahmadou        | Niger                         | 48"33        |      |
| 45   | 1        | 5      | Batourou Touré        | Mali                          | 48"96        |      |
| DSQ  | 4        | 6      | Diana Petkova         | Bulgaria                      | Squalificata |      |
| DSQ  | 4        | 7      | Maria Romanjuk        | Estonia                       | Squalificata |      |
| DSQ  | 5        | 7      | Jenna Strauch         | Australia                     | Squalificata |      |
| DNS  | 5        | 5      | Sophie Hansson        | Svezia                        | Non partita  |      |
| DNS  | 7        | 1      | Kotryna Teterevkova   | Lituania                      | Non partita  |      |

### Semifinali
| Pos. | Batteria | Corsia | Atleta             | Nazionalità   | Tempo | Note |
| ---- | -------- | ------ | ------------------ | ------------- | ----- | ---- |
| 1    | 2        | 4      | Rūta Meilutytė     | Lituania      | 28"37 | Q    |
| 2    | 2        | 3      | Lilly King         | Stati Uniti   | 28"86 | Q    |
| 3    | 2        | 5      | Lara van Niekerk   | Sudafrica     | 29"27 | Q    |
| 4    | 1        | 4      | Tang Qianting      | Cina          | 29"28 | Q    |
| 5    | 1        | 5      | Imogen Clark       | Gran Bretagna | 29"30 | Q    |
| 6    | 2        | 6      | Benedetta Pilato   | Italia        | 29"42 | Q    |
| 7    | 1        | 3      | Anna Elendt        | Germania      | 29"52 | Q    |
| 8    | 1        | 6      | Veera Kivirinta    | Finlandia     | 29"80 | Q    |
| 9    | 2        | 7      | Chelsea Hodges     | Australia     | 29"85 |      |
| 10   | 1        | 7      | Ida Hulkko         | Finlandia     | 29"94 |      |
| 11   | 2        | 2      | Florine Gaspard    | Belgio        | 29"98 |      |
| 12   | 1        | 2      | Reona Aoki         | Giappone      | 30"01 |      |
| 12   | 2        | 1      | Klara Thormalm     | Svezia        | 30"01 |      |
| 14   | 1        | 8      | Macarena Ceballos  | Argentina     | 30"10 |      |
| 15   | 1        | 1      | Andrea Podmaníková | Slovacchia    | 30"21 |      |
| 16   | 2        | 8      | Fleur Vermeiren    | Belgio        | 30"29 |      |

### Finale
| Pos. | Corsia | Atleta           | Nazionalità   | Tempo | Note |
| ---- | ------ | ---------------- | ------------- | ----- | ---- |
|      | 4      | Rūta Meilutytė   | Lituania      | 28"50 |      |
|      | 3      | Lara van Niekerk | Sudafrica     | 29"09 |      |
|      | 5      | Lilly King       | Stati Uniti   | 29"11 |      |
| 4    | 6      | Tang Qianting    | Cina          | 29"22 |      |
| 5    | 1      | Anna Elendt      | Germania      | 29"30 |      |
| 6    | 2      | Imogen Clark     | Gran Bretagna | 29"47 |      |
| 7    | 7      | Benedetta Pilato | Italia        | 29"48 |      |
| 8    | 8      | Veera Kivirinta  | Finlandia     | 29"84 |      |